# سان ماورو لا بروكا
سان ماورو لا بروكا هي كومونا (بلدة) تقع في مقاطعة ساليرنو في اقليم كامبانيا وهي في جنوب غرب إيطاليا .

## المدن التوأم
- Grottaferrata, Italy
- Viagrande, Italy